# Tachina genurufa
Tachina genurufa là một loài ruồi trong họ Tachinidae.